# وريد قولوني أيسر
الوريد القولوني الأيسر يقوم بتصريف القولون النازل. هو واحد من روافد الوريد المساريقي السفلي، ويقوم بمتابعة الشريان القولوني الأيسر المجاور له.

## فروعه
- فرع صاعد.
- فرع نازل.